# Şerafettin
Şerafettin ist ein türkischer männlicher Vorname arabischer Herkunft.

## Namensträger

### Vorname
- Şerafettin Elçi (1938–2012), kurdisch-türkischer Politiker
- Şerafettin Kaya (1929–2022), kurdisch-türkischer Rechtsanwalt, Lehrer und Menschenrechtler
- Şerafettin Yıldız (* 1953), türkisch-österreichischer Schriftsteller und Übersetzer

### Künstlername
- Şerafettin Işık, literarisches Pseudonym von Hâmit Zübeyir Koşay (1897–1984), türkischer Archäologe und Ethnologe

## Sonstiges
- Şerafettin (Berg), Berg in der türkischen Provinz Muş